# Tõnis Lukas

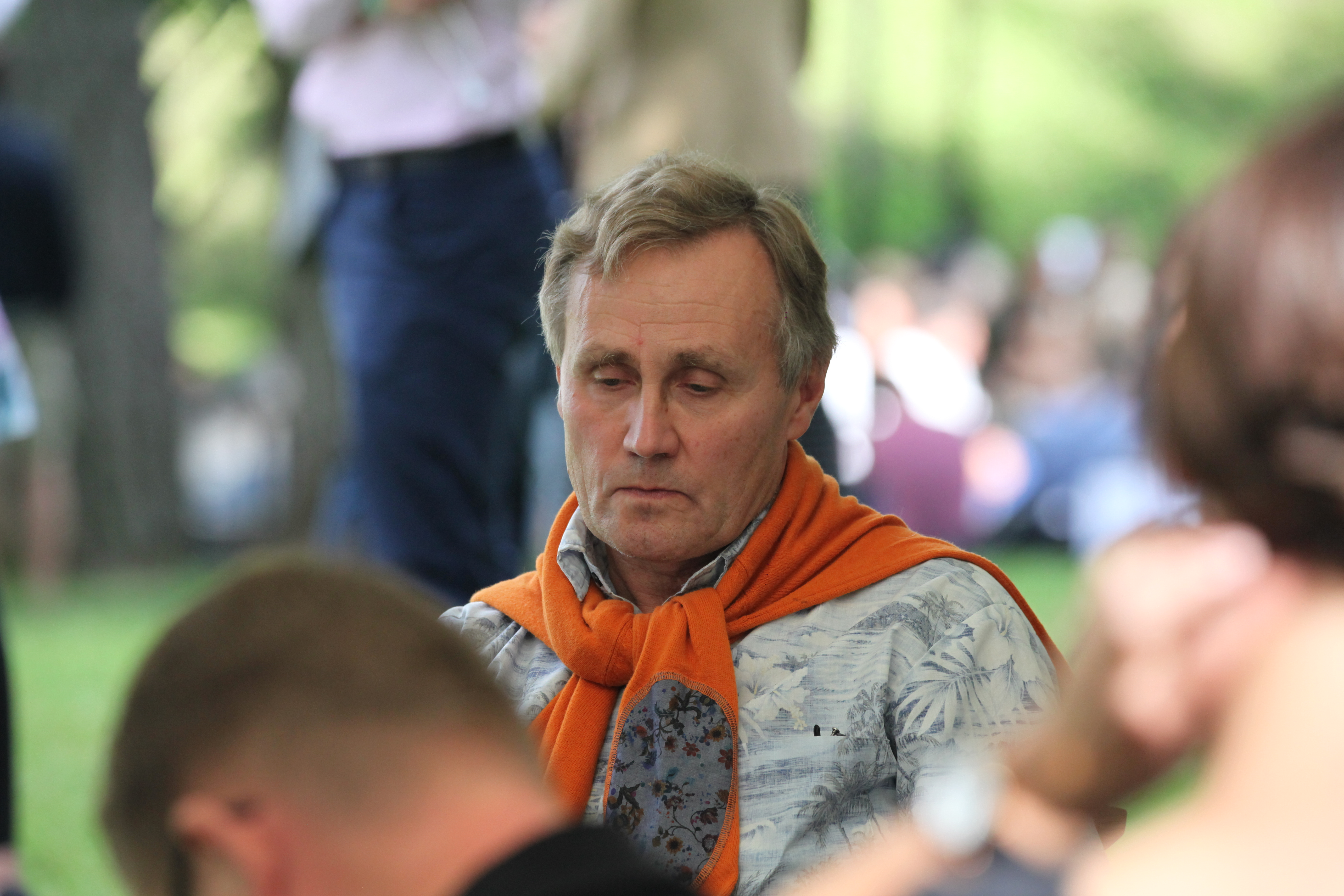
Tõnis Lukas (2021)

Tõnis Lukas (Tallin, 5 de junio de 1962) es un político e historiador estonio.

## Educación
Después de graduarse en la escuela de secundaria y pasar un año en la escuela técnica de Tallin, se trasladó a Tartu, donde estudió historia. Graduado en 1987 continuó sus estudios de postgrado entre 1989 y 1992, recibiendo el máster en historia en 1997.

## Carrera
Tõnis Lukas comenzó su carrera como profesor de escuela en Rõngu. En 1989 fue profesor de historia en la Universidad de Tartu.
Su oposición a la ocupación soviética se inició en 1988, cuando hizo un llamamiento para la retirada de las tropas soviéticas de Estonia y la restauración de la independencia, abogando además por los derechos humanos, la democracia y la economía de mercado. Llegó a ser conocido como organizador de la oposición en Tartu.
Entre 1992 y 1995 ocupó el cargo de director del Museo Nacional Estonio (Eesti Rahva Muuseum). 
Desde 1992 ha sido miembro del partido democratacristiano Unión Pro Patria, en 1993 fue elegido concejal en el ayuntamiento de Tartu y en 1995 miembro del Riigikogu, donde fue presidente de la comisión parlamentaria para asuntos culturales. En 1996 dejó su escaño parlamentario para ocupar la alcaldía de Tartu, cargo que ocupó hasta el año siguiente, cuando volvió brevemente a la Universidad de Tartu.
Tras las elecciones parlamentarias de 1999 fue nombrado Ministro de Educación del ejecutivo del primer ministro Mart Laar, constituido el 25 de marzo. La acción más destacada de su carrera como ministro ha sido, hasta ahora, la transferencia del Ministerio de Educación desde Tallin a Tartu, hecho que persigue la descentralización y el fomento del desarrollo regional. Para los críticos de esta medida, el traslado ha sido el resultado del éxito del lobby de la Universidad de Tartu. 
Tras la caída del gobierno el 28 de enero de 2002 Tõnis Lukas regresó al Riigikogu, siendo reelegido como parlamentario en 2003, integrando nuevamente la comisión parlamentaria para asuntos culturales.
Fue elegido presidente del partido Unión Pro Patria tras la dimisión de Tunne Kelam el 16 de abril de 2005. En noviembre del mismo año reveló sus planes de fusión con el partido Unión de la República-Res Pública, hecho que se consumó el 4 de junio de 2006. En el nuevo partido Unión Pro Patria y Res Publica Lukas ocupó una de las dos copresidencias. Tras el congreso del partido celebrado el 26 de mayo de 2007 Mart Laar fue elegido nuevo presidente ocupando Tõnis Lukas una de las tres vicepresidencias.
En abril de 2007 Lukas volvió a desempeñar el cargo de Ministro de Educación e Investigación.

## Vida
Tõnis Lukas es miembro de la Unión Estonia de la Educación Vocacional, de la Sociedad de Amigos del Museo Nacional Estonio, de la Sociedad del Patrimonio Estonio y de la Sociedad Estonia del Aprendizaje. Es además autor de varios libros de texto de historia.
Tõnis Lukas está casado con la germanista y estudiosa literaria Liina Lukas con la que tiene tres hijos.
| Predecesor: Mait Klaassen | Ministro de Educación 1999-2002              | Sucesor: Mailis Reps   |
| Predecesor: Mailis Reps   | Ministro de Educación e Innovación 2007-2011 | Sucesor: Jaak Aaviksoo |